# 雷蒙·衛司
雷蒙·衛司（英語：Raymond West）是英國作家阿嘉莎·克莉絲蒂筆下的虛構角色，在瑪波小姐系列探案故事登場，瑪波小姐的姪子，知名的犯罪小說作家。他對姑姑瑪波小姐參與的案件不感興趣，但有時會給予瑪波小姐經濟支援。其妻子瓊恩是一名畫家。
雷蒙與瓊恩育有兩名孩子，其中一位是大衛，在英國鐵路工作，另一位是萊昂內爾，郵票收藏家；兩人都曾幫助過姑婆瑪波小姐。

## 演員
- 電視劇《瑪波小姐（英语：Miss Marple (TV series)）》的《死亡不長眠》，由David McAlister飾演[3]。
- 電視劇《瑪波小姐》的《加勒比海之謎》和《破鏡謀殺案》，由Trevor Bowen飾演[3]。
- 日本電視動畫《阿嘉莎·克莉絲蒂的名偵探白羅與瑪波》，由加藤雅也（英语：Masaya Kato）配音[3]。
- 電視劇《瑪波小姐探案》，由理查·E·格蘭特飾演[3]。